# Métairies-Saint-Quirin
Métairies-Saint-Quirin là một xã trong tỉnh Moselle, vùng Grand Est đông bắc nước Pháp.